# Jaroslav Novák (skautský spisovatel)
Jaroslav Novák, skautskou přezdívkou Braťka (31. ledna 1894 Žižkov – 14. března 1965 Úžín) byl český skaut a spisovatel.

## Život
Jaroslav Novák byl nejstarší ze tří dětí žižkovského drogisty Stanislava Nováka (1866–??) a jeho manželky Marie, rozené Škabové.
Byl úředníkem, knihkupcem a jedním z nejvýznamnějších českých skautských pracovníků s mládeží. Byl průkopníkem táboření a spolupracovníkem zakladatele českého skautingu Antonína Benjamina Svojsíka, se kterým se seznámil roku 1913. V tomto roce také založil pátý pražský skautský oddíl Junáka, tzv. Pětku. Ta se v roce 1933 změnila na oddíl vodních skautů a patří k nejstarším českým skautským oddílům. Spolu s F. A. Elstnerem stál u zrodu skautského vzdělávání vedoucích (lesních škol). Byl velkým propagátorem družinového systému; byl známý svou schopností efektivně delegovat na své spoluvedoucí a rádce.
Za německé okupace se spolu se svými skauty zapojil do odboje.

## Dílo
Kromě dobrodružných knih pro mládež napsal také množství skautských příruček. Byl dlouholetým šéfredaktorem časopisu Skaut-Junák. Publikoval též pod pseudonymy Neander, Jan Hvězda a Braťka. Byl také šéfredaktorem časopisu Junák. Po komunistickém převratu v roce 1948 byl postižen zákazem publikační činnosti, takže některé jeho knihy mohly vyjít až po roce 1989.
Po roce 1948 pracoval se svým oddílem v Českém Yacht klubu v rámci TJ Slavoj Vyšehrad. Po výsleších StB byl nucen se odstěhovat do Ústí nad Labem. I zde založil pobočku Pětky.

### Skautské příručky
- Junácká příručka (1917)
- Skautské divadlo (1937), pokyny a texty k uspořádání skautských večerů, divadel, táborových ohňů atd.
- Radosti a taje skautingu (1937)
- Skauting na vodě (1938)
- Junácká družina (1968)

### Beletrie
- Črty a nálady (1914)
- Skautská srdce (1921), dobrodružný román pro mládež, dva měsíce života v lesním skautském táboře v Křivoklátských lesích; roku 1942 byl román přepracován (především bylo z knihy odstraněno, že šlo o skautský tábor, protože skauting byl nacisty zakázán) a od té doby vydáván pod názvem Statečná srdce.
- Zelené jezero (1939), dobrodružný román pro mládež.
- Vláďa Nebojsa (1942), příběh ze života odvážného hocha.
- Bílá Ruka (1944), dobrodružný román pro mládež.
- Závod o Měsíc (1947), vědeckofantastický příběh o soupeření Rusů a Američanů o Měsíc vydaný v časopise Junák pod pseudonymem Jan Hvězda.
- Mořská hvězda (1948), vyprávění o plavbě chlapecké posádky po Jaderském moři, který se uskutečnil roku 1935. Část nákladu byla komunisty dána do stoupy.
- Hoši na řece (1993), vydáno z rukopisů knih Hoši na řece a Smích na řece, příběhy vodních skautů o prázdninách z let 1946–1947.
- Tábor nad vodopády (1994), vydáno z rukopisu, spoluautor Otto Janka.
- Ve stopách Odysseových (1996), z rukopisu vydané pokračování knihy Mořská hvězda. Kniha měla vyjít již v roce 1948, ale sazba byla rozmetána.

### Filmografie
Jaroslav Novák byl spoluautorem námětu skautského filmu z roku 1948 Na dobré stopě režiséra Josefa Macha.

## Posmrtná pocta
- Pamětní deska byla Jaroslavu Novákovi odhalena na vinohradské vodárenské věži.[8]
- V Muzeu Kampa uspořádala Pětka – 5. přístav vodních skautů a skautek Praha – v roce 2013 výstavu Sto let na dobré stopě, věnované Jaroslavu Novákovi a jeho skautské činnosti.[9]